# Allium gunibicum
Allium gunibicum är en amaryllisväxtart som beskrevs av Pavel Ivanovich Misczenko och Aleksandr Alfonsovitj Grossgejm. Allium gunibicum ingår i släktet lökar, och familjen amaryllisväxter. Inga underarter finns listade i Catalogue of Life.

## Bildgalleri

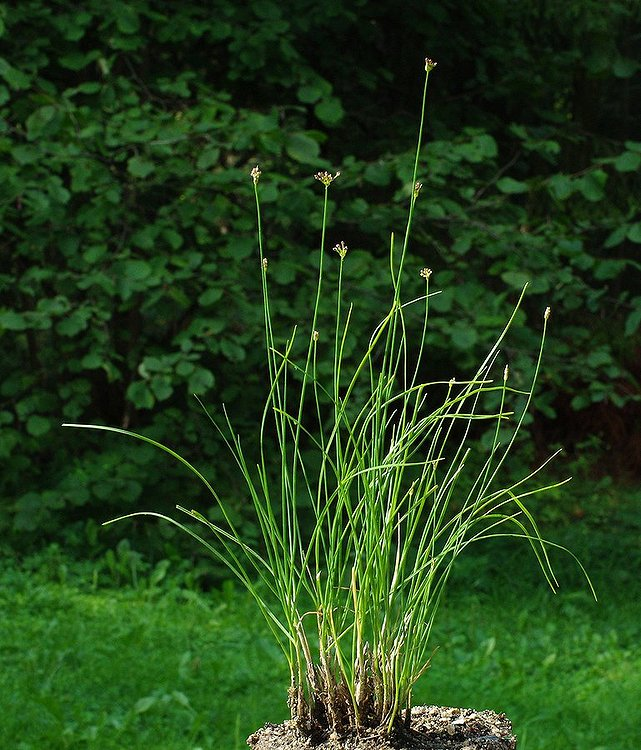